# Lars Hinrichs

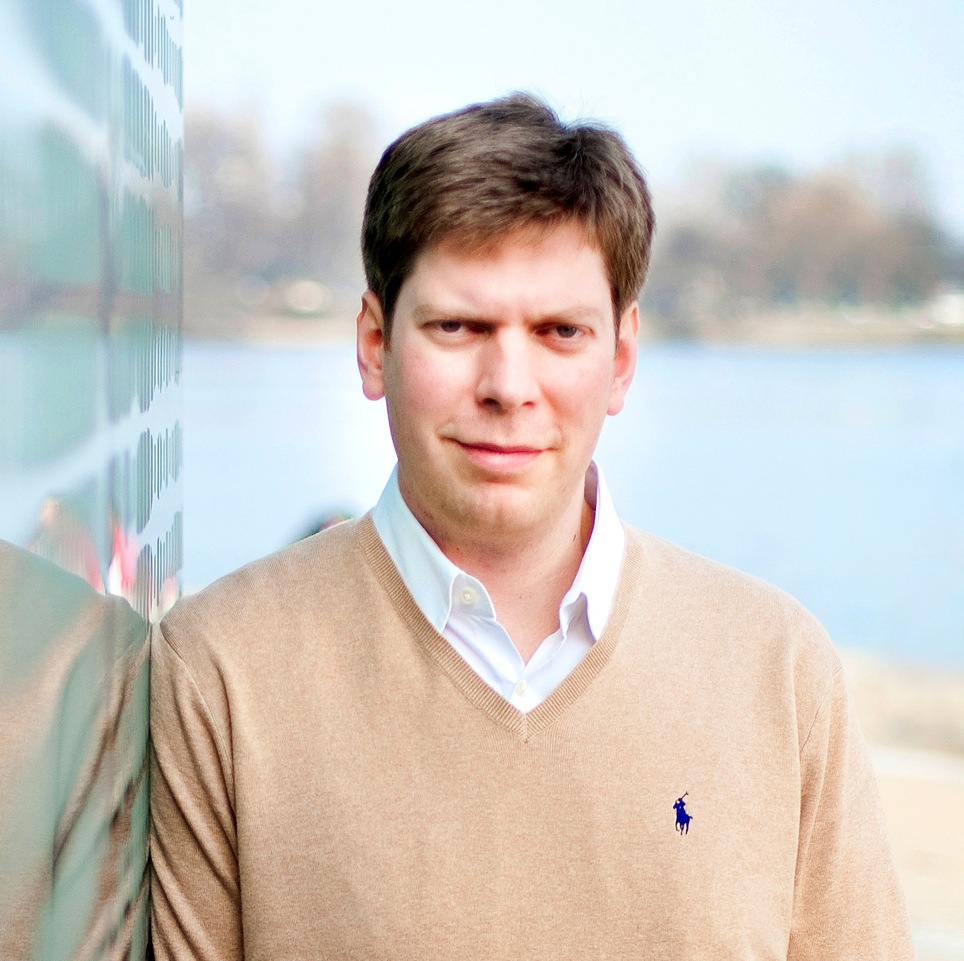
Lars Hinrichs (2010)

Lars Hinrichs (* 18. Dezember 1976 in Hamburg) ist ein deutscher Unternehmer und Gründer des weltweiten Internet-Netzwerkes für Privat- und Business-Kontakte Xing (vormals openBC).

## Leben
Hinrichs entstammt einer Hamburger Unternehmerfamilie. Sein Urgroßvater gründete die Stadtbäckerei am Gänsemarkt. Sein erstes Unternehmen war 1999 die Webseite politik-digital.de, die mehrere Preise gewann. Anschließend entwickelte Lars Hinrichs mit seinem Geschäftspartner Peer-Arne Böttcher eine virtuelle Präsidentschaftskandidatin („Jackie Strike“) für den amerikanischen Wahlkampf im Jahr 2000. Ihre im Jahr 1999 gegründete „Böttcher-Hinrichs AG“, eine PR- und Kommunikations-Agentur für Internet-Startup-Unternehmen, wurde 2001 insolvent.
Im Jahr 2003 gründete er die „Open Business Club GmbH“, heute New Work SE, welche die Plattform Xing (vormals OpenBC) betreibt, ein internationales Netzwerk, in dem die Mitglieder vorrangig ihre beruflichen Kontakte verwalten. Ebenfalls im Jahr 2003 gründete Hinrichs die Investmentgesellschaft Cinco Capital GmbH. Über diese hat er sich als Risikokapitalgeber an zahlreichen Unternehmen beteiligt, darunter Qype, Prezi, mytaxi und Flip4New sowie die Venture-Capital-Fonds Index Ventures, Founders Fund und btov.
Am 15. Januar 2009 gab er seinen Posten als CEO von Xing ab und wechselte in den Aufsichtsrat. Im November 2009 verkaufte Hinrichs die Mehrheit seiner Beteiligung an Xing an die Burda Digital GmbH, eine 100-Prozent-Tochter der Hubert Burda Media, die damit zum Hauptaktionär wurde. Entsprechend gab er im Januar 2010 seinen Aufsichtsratsposten bei Xing ab. Er erzielte durch den Verkauf einen Erlös von 48 Millionen Euro.
2010 gründete Hinrichs HackFwd. Hierbei handelte es sich um ein netzwerkbasiertes Konzept zur Verteilung von Venture Capital. Hinrichs wollte mit HackFwd Menschen dazu animieren, eigene Unternehmen zu gründen. Um ihnen die finanzielle Freiheit zu geben, ihre Ideen in Form von eigenen Firmen umzusetzen, wollte er „die besten Programmierer Europas aus ihren Tagesjobs befreien“, indem er ihnen etwa ein Jahr lang ihr bisheriges Gehalt weiter zahlt. Drei Jahre nach der Gründung verkündete Hinrichs das Ende von HackFwd. Zu diesem Zeitpunkt war Lars Hinrichs bzw. HackFwd an insgesamt 16 Unternehmen beteiligt; von diesen konnten keine Anteile verkauft werden, was Lars Hinrichs als Grund für die Einstellung von HackFwd anführte.
Das von Hinrichs ab 2010 initiierte Mietshausprojekt Apartimentum in Hamburg-Rotherbaum soll die Möglichkeiten von intelligenter Haustechnik („Smart Home“) demonstrieren.
Lars Hinrichs ist aktives Mitglied der Young Global Leader (YGL) of the World Economic Forum und der Young Presidents’ Organization. Seit dem 1. Oktober 2013 ist Hinrichs im Aufsichtsrat der Deutschen Telekom AG, gewählt bis 2024. Seit dem 9. Juni 2016 ist Hinrichs Aufsichtsratsvorsitzender der Xempus AG (ehemals xbAV AG) in München. Von 2009 bis 2011 war Hinrichs gewähltes Mitglied im Deutschen Komitee für UNICEF.
Hinrichs ist Vater zweier Kinder.

## Sonstige Tätigkeiten
Lars Hinrichs ist ehrenamtliches Jurymitglied bei „Top 100“, einer Auszeichnung für die innovativsten Unternehmen im deutschen Mittelstand.

## Auszeichnungen
- 2007: Medienpreis LeadAward für das von Lars Hinrichs gegründete Portal XING[21]
- 2008: „Deutschlands wichtigster Web-Gründer“, Deutsche Startups (Online-Magazin für Gründer und Investoren)[22][23]
- 2008: „Young Global Leader“ (YGL), World Economic Forum[24]
- 2014: „Hall of Fame“, Computerwoche[25]
- 2014: „Deutschlands digitale Köpfe“, Gesellschaft für Informatik[26]